# Chiconi
Chiconi est une commune française du département et région d'outre-mer de Mayotte peuplée de 8 295 habitants. Elle est située au centre-ouest de l'île.

## Géographie
La commune est composée de deux villages : Sohoa et Chiconi. La ville comporte plusieurs quartiers : Ambougoubé, Antapagna, Coconi Sélémani, Coconi Antéti, An Mcharabé, An Bandza Habou, Moussavitta, Mangabé, Gnambo héli, Gnambo, Ambani, Scotram, Moussimou, Rassi, Anvondzi, Kavani, Lalagna sohoa, Matsabouri Cent Villas, Quartier pauvre, Bilambou et Ourini.
Comme sur toute l'île de Mayotte, il y règne un climat tropical.

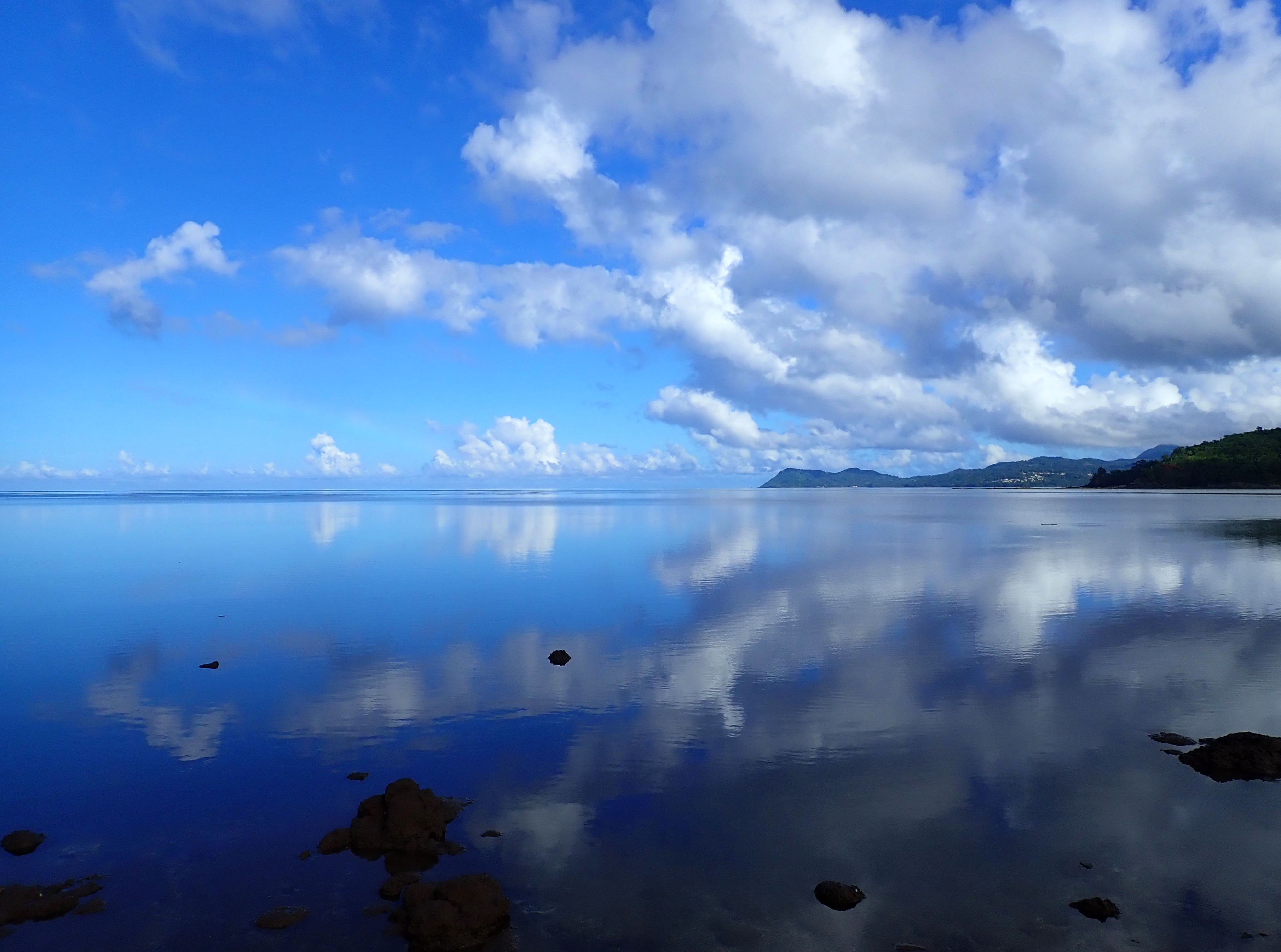
Plage de Sohoa.
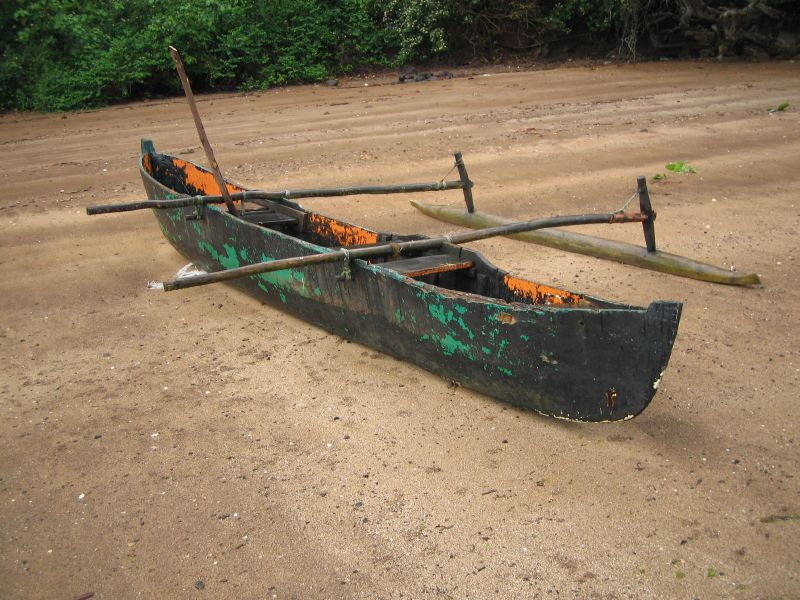
Pirogue sur la plage de Sohoa.

## Urbanisme

### Typologie
Chiconi est une commune urbaine, car elle fait partie des communes denses ou de densité intermédiaire, au sens de la grille communale de densité de l'Insee,,,. Elle appartient à l'unité urbaine de Chiconi, une agglomération intra-départementale regroupant 1 commune et 8 295 habitants en 2017, dont elle est une ville isolée,.
Par ailleurs la commune fait partie de l'aire d'attraction de Mamoudzou, dont elle est une commune de la couronne. Cette aire, qui regroupe 17 communes, est catégorisée dans les aires de 200 000 à moins de 700 000 habitants,.
La commune est également une commune littorale au sens de la loi du 3 janvier 1986, dite loi littoral. Des dispositions spécifiques d’urbanisme s’y appliquent dès lors afin de préserver les espaces naturels, les sites, les paysages et l’équilibre écologique du littoral, par exemple le principe d'inconstructibilité, en dehors des espaces urbanisés, sur la bande littorale des 100 mètres, ou plus si le plan local d’urbanisme le prévoit,.

## Toponymie
Selon la tradition orale[évasif], le nom du village viendrait de l'arabe « soukini » qui signifie : « place du marché public ». Le toponyme dérive du swahili Sokoni signifiant « le marché », « là où les gens se rencontrent » (pacifiquement). D'après les rumeurs et mémoires orales, Chiconi aurait été le premier lieu de l'île où l'on se rencontrait pour les marchés aux noix de coco. Un nom attribué par les marchands de Zanzibar dont les boutres sillonnaient le canal du Mozambique. Ils faisaient escale dans les baies de Mayotte pour se livrer au troc et s'approvisionner en eau et denrées alimentaires locales (riz, noix de coco…).

## Histoire

### Les origines de la commune
C'est un village d'agriculteurs, de pêcheurs et d'artisans probablement d'origine sakalave du fait de la langue parlée dans la localité. Le village a été implanté, sans doute vers le milieu du XIXe siècle, sur les pentes de deux collines séparées par une rivière. Le village de Chiconi est niché au creux de la baie du même nom, sur la côte Ouest de la Grande Terre. Le fondateur du village est  Ousséni Raguissi, ressortissant de Madagascar, dont les petits-fils vivent encore à Chiconi. L'aîné, Madi Hamada (fils de Hamada Madi Ousseni Raguissi ((Baba cheikhs)), prétend être le doyen mâle du village ; il serait né vers 1902. Avec son frère Moussa Hamada (Couba ou Baba ahamada), ils partagèrent une case traditionnelle en terre comportant deux pièces.
Ousseni Raguissi et son fils Madi Ousseni vivaient à Chiconi. Le fils épousa Chimama Kamissi (Bora Koucha), une femme d'origine malgache aussi vivant dans l'ancien village d'Ouroveni. De ce couple est né le premier enfant Colo Madi Ousséni, l'ainé d'une fratrie de sept enfants.
Leur père était un exploitant agricole qui avait profité des réformes agraires du début du siècle, rendant plus de terres agricoles accessibles aux cultivateurs locaux, pour s'installer à son compte. Secondé par ses fils, il se lança dans l'exploitation de cultures de subsistance et de rente (coprah, vanille, etc.) qui leur fournirent des revenus assez substantiels. Chiconi est d'ailleurs l'une des premières localités productrices de vanille de l'île.

### Le déplacement du village
Les premiers habitants avaient implanté leur village sur un site qui porte actuellement le nom de Kavani, menant vers le village de Sohoa. Un choix dicté par la proximité du ruisseau M'ro ny lahilay. Mais le lieu fut vite abandonné sur les conseils d'un célèbre fundi (devin) du nom de Madi Saïd, sous le prétexte qu'il était hanté. Pour cet homme, l'emplacement idéal se trouvait sur le littoral, en face de la baie.
La population déménagea donc selon ses conseils et s'installa dans des maisons en falafa et fandraka (palmes tressées selon une technique d'origine malgache).

### Les «manifestations de la vie chère»
Les événements les plus marquants qu’aient connus Chiconi ces dernières années sont les manifestations dites de « la vie chère », en 2011, qui du reste ont concerné toute l’île. Des dégradations ont été commises et, notamment, un supermarché a été saccagé.

## Politique et administration
Le conseil municipal est composé de vingt-neuf élus, compte tenu du nombre de ses habitants.
| Période      | Période                       | Identité                | Étiquette    | Qualité                                                                 |
| ------------ | ----------------------------- | ----------------------- | ------------ | ----------------------------------------------------------------------- |
| 1977         | 1989                          | Ali Halidi              | MPM          | 1er maire                                                               |
| 1989         | 1995                          | Ahmed Haroussi          | MPM          |                                                                         |
| 1995         | 2001                          | Moussa Ahamada          | MPM          |                                                                         |
| 2001         | 2008                          | Souf-Safi Souf-Abdallah | UMP          |                                                                         |
| mars 2008    | mars 2014                     | Issoufi Madi-Mchindra   | SE (MICC)    |                                                                         |
| mars 2014    | 26 août 2017 (démission)      | Zaïnoudine Antoyissa    | UMP → LR     | Conseiller pédagogique Président de la CC du Centre-Ouest (2016 → 2020) |
| 26 août 2017 | En cours (au 15 juillet 2020) | Madi Ousséni Mohamadi   | LR puis Agir | Professeur                                                              |

## Démographie

### Évolution démographique
L'évolution du nombre d'habitants est connue à travers les recensements de la population effectués dans la commune depuis 1978. À partir de 2006, les populations légales des communes sont publiées annuellement par l'Insee, mais la loi relative à la démocratie de proximité du 27 février 2002 a, dans ses articles consacrés au recensement de la population, instauré des recensements de la population tous les cinq ans en Nouvelle-Calédonie, en Polynésie française, à Mayotte et dans les îles Wallis-et-Futuna, ce qui n’était pas le cas auparavant. Pour la commune, le premier recensement exhaustif entrant dans le cadre du nouveau dispositif a été réalisé en 2002, les précédents recensements ont eu lieu en 1978, 1985, 1991 et 1997.
En 2017, la commune comptait 8 295 habitants, en augmentation de 17,69 % par rapport à 2012
| 1978  | 1985  | 1991  | 1997  | 2002  | 2007  | 2012  | 2017  |
| ----- | ----- | ----- | ----- | ----- | ----- | ----- | ----- |
| 2 880 | 4 025 | 4 861 | 6 050 | 6 167 | 6 412 | 7 048 | 8 295 |

La commune de Chiconi est composée de deux villages. Suivant le recensement de la population en 2007, la population est au total de 6 412 habitants, dont la composition par village est pour Chiconi de 5 372 et de 1 040 pour Sohoa.

## Économie
De nombreux cultivateurs et pêcheurs sont présents dans la commune. Une importante culture traditionnelle est celle de la vanille
. Certains cultivateurs de cette gousse odorante ont été médaillés au Salon de l’agriculture, à Paris. Toutefois, des ressources latentes restent en état de « veille prolongée » ; or leur valorisation contribuerait au développement endogène du territoire (ainsi, le lagon est complètement mis à l'écart de toute valorisation).

### Le marché agricole et artisanal de Chiconi
Depuis fin décembre 2011, le village de Chiconi vit au rythme de son marché agricole. Les artisans et les agriculteurs de la commune sont présents tous les derniers samedis du mois, sur la place Scotram.
Chaque année, depuis 2013, le centre-ville accueille le Festival du geste et des savoirs mobilisant tous les savoir-faire artisanaux et artistiques de la commune et d'autres villages. Un moment de festivités, de partages et de découverte que les familles n'en déplaisent pas.
Dans l'esprit de redynamiser le centre-ville de la commune, certains commerçants se sont installés sur la place en vue d'exercer leurs activités en accord avec la municipalité depuis 2015.

## Culture
« Capitale de l'ambiance » pour de nombreux habitants de l'île, Chiconi abrite plusieurs talents de la musique traditionnelle mahoraise (qu'il s'agisse de Mikidache, Ragnao djoby, de Clan Demba ou encore de Jimmy).

Le premier groupe à pratiquer la danse et le chant était les Gang Boyz: groupe de Rap/Hip Hop.
Depuis 2008, Chiconi accueille le « Festival Milatsika - Aux racines de l'océan Indien », importante manifestation musicale de l'île de Mayotte.

Par ailleurs, à Sohoa, sont installés les locaux d'une station de radio, « Mayotte FM », qui diffuse principalement de la musique malgache et offre des programmes en langue malgache, le shibushi (qui est la langue la plus parlée sur la commune). Depuis quelques années, une seconde radio locale (Chiconi FM) a fait son apparition accessible en ligne. Cette dernière se veut plus jeune et plus axée sur la proximité également.

## Lieux et monuments
- Grand stade situé dans le quartier de Cavani.
- Rocade dite de « Bamana »
- Embarcadère (port de débarquement)
- Place Sicotram, qui a autrefois joué un rôle économique important, car il s'y tenait l'un des plus importants marchés de Mayotte.
- Col d'Ongoujou
- Plage de Sohoa (Grande plage et plage des pêcheurs)
- Baie de Chiconi

Chiconi est un lieu remarquable de l'île grâce au point de vue qu'elle offre : depuis le mont Boungbé (aussi appelé mont Chiconi), le regard embrasse toute la partie centrale de Mayotte ; côté mer, on a un vaste aperçu de la baie de Chiconi d'où émerge l'îlot de Sada.

### Itinéraires touristiques
Depuis la place Scotram, on peut emprunter le chemin qui mène à la cascade de Chiconi.
Une autre promenade permet de découvrir la faune et la flore de la commune : il s'agit du « Sentier des ylang-ylang » au départ de Moussimou, allant en direction de Sohoa et de sa plage de sable blond. À Sohoa, en prenant la direction de la plage au carrefour, on peut se rendre à la « Maison de la poterie » qui permet de découvrir ce métier traditionnel de Mayotte.